# Скалы Орест и Пилад
Скалы Орест и Пилад (укр. Скелі Орест і Пілад) — две скалы, расположенные в Чёрном море близ мыса Фиолент. Ближайшая к берегу скала расположена в 100 м от материка, дальняя в 140 м. Расстояние между скалами 70 м. Площадь островов составляет 0,0009 км2, протяжённость береговой линии — около 160 м. В большей скале находится сквозной грот, протяженностью около 15 метров, через который можно проплыть. Вход находится на глубине 13 метров.
Свое название скалы получили в связи с одним из самых популярных древнегреческих мифов о дочери Агамемнона — Ифигении. Мыс Фиолент считается одним из возможных мест локализации храма Артемиды, в котором служила Ифигения.
Скалы Орест, Пилад, а также Ифигения, расположенная непосредственно на м. Фиолент, сложены интрузивными горными породами и являются остатками некка — жерла древнего вулкана, в настоящее время почти разрушенного.

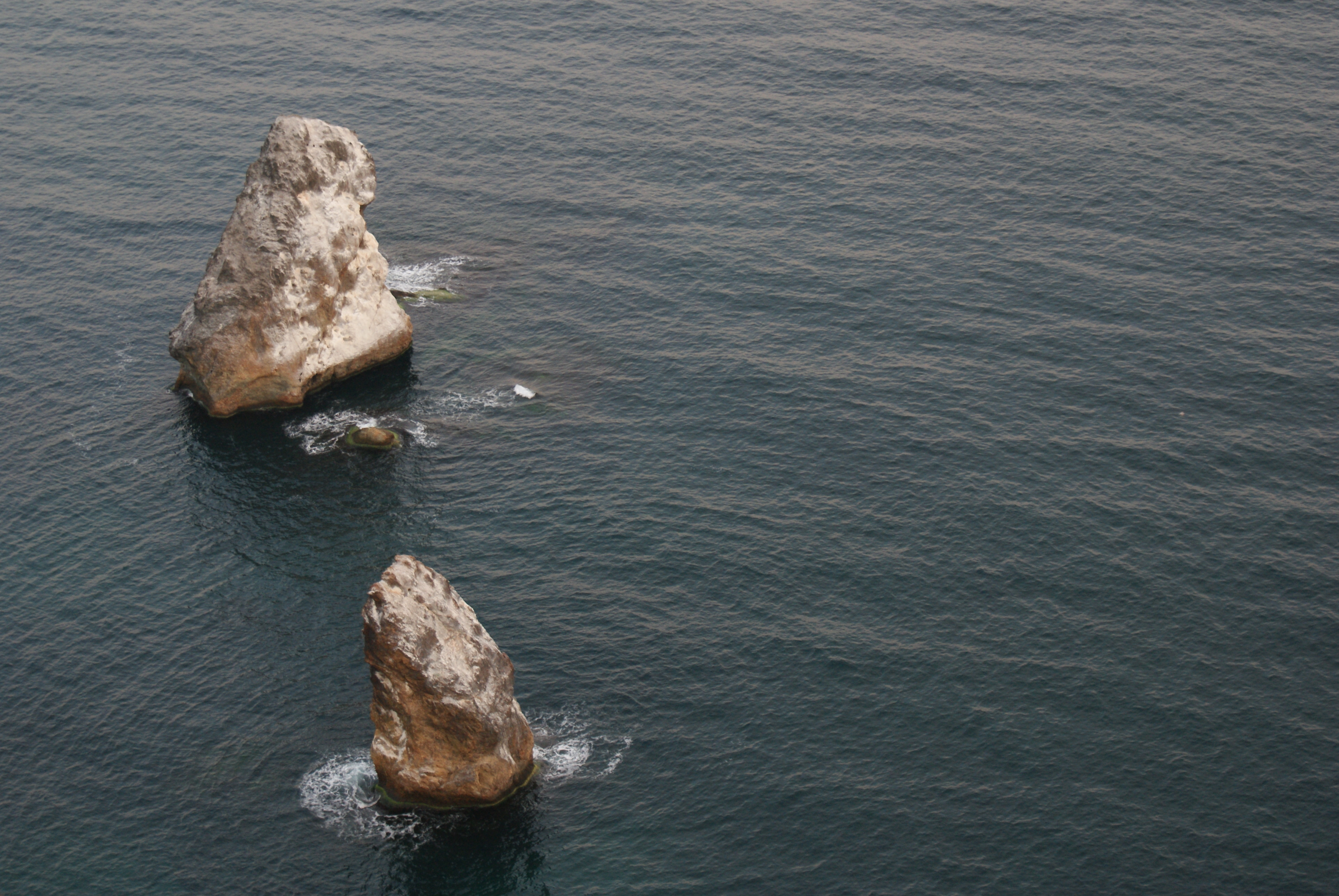
Скалы в 2010 году